# Calephelis dammersi
Calephelis dammersi är en fjärilsart som beskrevs av Mcalpine 1971. Calephelis dammersi ingår i släktet Calephelis och familjen Riodinidae. Inga underarter finns listade i Catalogue of Life.